# Jim, kun Jim
Jim, kun Jim er en amerikansk stumfilm fra 1915 af O.A.C. Lund.

## Medvirkende
- Harry Carey som Jim.
- Jean Taylor som Rose.
- Albert Edmondson.
- Olive Carey som Mary.
- William A. Crinley som Tom Huntley.